# Banquet des officiers du corps des archers de Saint-Georges
Banquet des officiers du corps des archers de Saint-Georges – en néerlandais Feestmaal van de officieren van de St. Jorisschutterij – est un tableau réalisé par le peintre néerlandais Frans Hals en 1616. Cette huile sur toile est le portrait de groupe d'une schutterij dont douze miliciens sont figurés attablés à l'occasion de leur dernier banquet. L'œuvre se trouve musée Frans-Hals, à Haarlem.